# Orthopyxis integra
Orthopyxis integra is een hydroïdpoliep uit de familie Campanulariidae. De poliep komt uit het geslacht Orthopyxis. Orthopyxis integra werd in 1842 voor het eerst wetenschappelijk beschreven door MacGillivray. 